# هوراس براون (مغني)
هوراس براون (بالإنجليزية: Horace Brown)‏ هو مغني أمريكي، ولد في القرن العشرين.

## وصلات خارجية
- هوراس براون على موقع ميوزك برينز (الإنجليزية)
- هوراس براون على موقع أول ميوزيك (الإنجليزية)
- هوراس براون على موقع ديسكوغز (الإنجليزية)